# تتيانا كونسكايا
بالروسية (Татьяна Кирилловна Окуневская، 3 مارس 1914- 15 مايو 2002) هي ممثلة سوفيتية وروسية

## حياتها
ولدت تتيانا كونسكايا في سافيدوفو وهي جزء من المقاطعة الإدارية لموسكو عام 1914. كانت نشطة في مجال الأفلام والعمل المسرحي بين عامي 1933 و1948. ثم توقف نشاطها الفني بعد إلقاء القبض عليها بتهمة التحريض والقيام بأعمال دعائية تحريضية ضد الدولة. وقام لافرينتي بيريا باغتصابها في مسكنه الخاص، ومن ثم رُحلت إلى سجن الأعمال الشاقة في ستبلاج. قام بيريا بإصدار أمر رسمي للإتقاء بتتيانا، لكنه قام بأخذها إلى منزله الخاص وعرض عليها تحرير والدها وجدها المحتجزين في سجون المفوضية الشعبية للشؤون الداخلية إذا رضخت لطلباته، على الرغم أن بيرا كان يعلم بأن والدها وجدها أُعدما قبل عدة أشهر، لكن بيرا قام باغتصابها وأخبرها بأن إن صرخت أو لا، فإن ذلك لا يهم.
بعد تلك الليلة تم اعتقال تتيانا و تم إرسالها للسجن الانفرادي. عادت تتيانا بعدها إلى العمل المسرحي عام 1954 بعد الإفراج عنها واستمرت في عملها المسرحي حتى عام 1959. بين عامي 1959 و 1979، عملت تتيانا كفنانة في شركة الأعمال الموسيقية السوفيتية و شركة الأعمال الموسيقية في موسكو. ساءت حالة تتيانا بعد مضاعفات العملية التي قامت بها عام 2000 وتوفيت عام 2002 في موسكو.

## روابط خارجية
- تتيانا كونسكايا على موقع IMDb (الإنجليزية)
- تتيانا كونسكايا على موقع قاعدة بيانات الفيلم (الإنجليزية)